# Edmond Martène

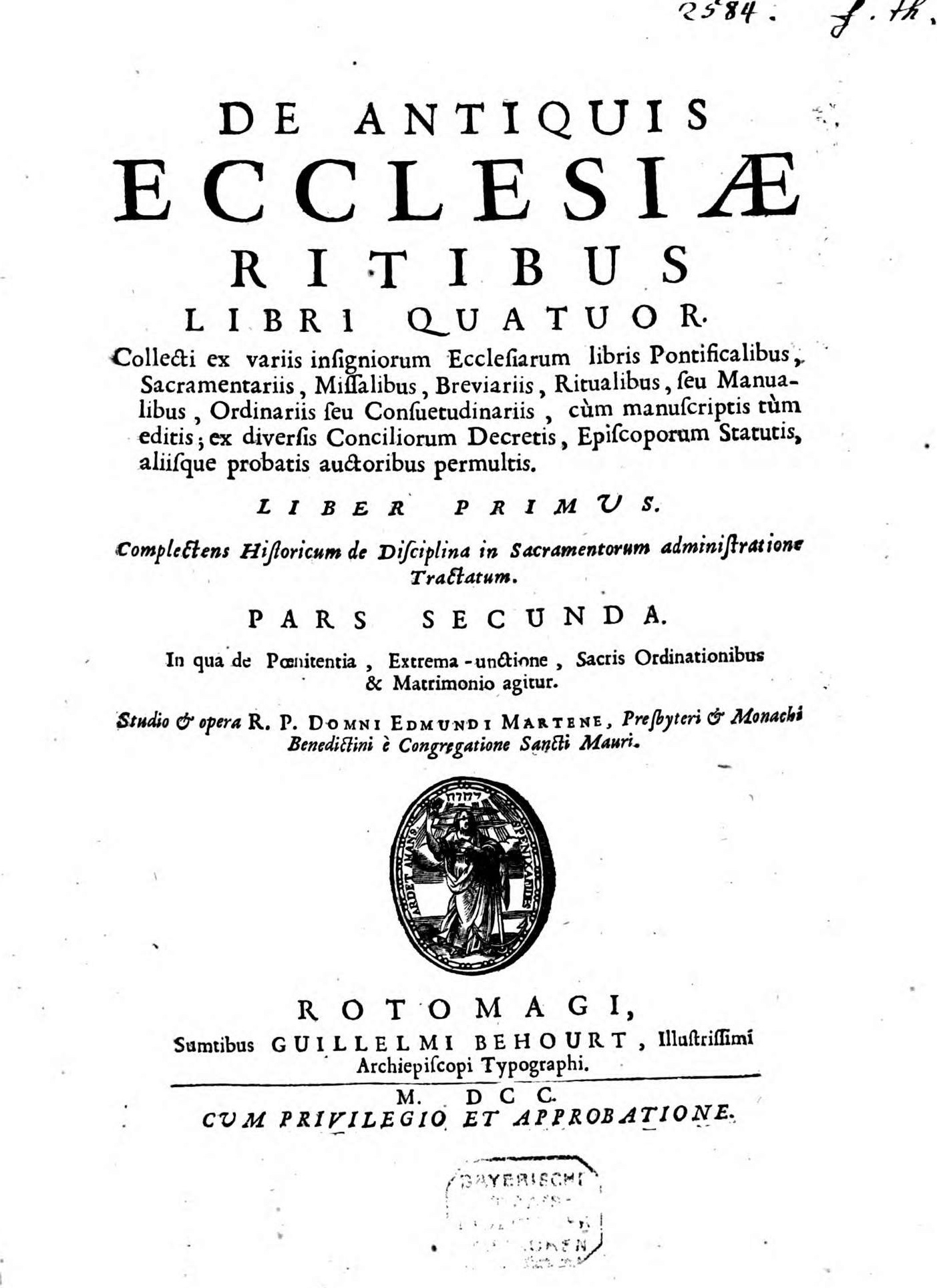
De antiquis ecclesiae ritibus, Rouen 1700

Edmond Martène (Saint-Jean-de-Losne, 22 dicembre 1654 – Saint-Germain-des-Prés, 20 giugno 1739) è stato un monaco cristiano, storico, bibliotecario, liturgista ed erudito francese della congregazione benedettina di San Mauro.

## Biografia
Nel 1672 entrò nell'abbazia benedettina di Saint-Rémy di Reims, appartenente alla Congregazione di San Mauro: distintosi negli studi, venne chiamato presso la casa madre dell'ordine, a Saint-Germain-des-Prés, dove iniziò a collaborare con Luc d'Achery e Jean Mabillon per la pubblicazione delle opere dei padri della Chiesa.
Trascorse lunghi periodi di studio presso numerose case della congregazione, particolarmente presso il priorato di Sainte-Marthe di Rouen.
Nel 1690 pubblicò un Commentarius in regulam S. P. Benedicti litteralis, moralis, historicus ex variis antiquorum scriptorum commentationibus, actis sanctorum, monasticis ritibus aliisque monumentis cum editis tum manuscriptis concinnatus; a Lione pubblicò nel 1690 il De antiquis monachorum ritibus libri V collecti ex variis ordinariis, consuetudinariis ritualibusque manuscriptis, sulla storia della liturgia.
Nel 1708 a Martène e al suo confratello e collaboratore Ursin Durand venne commissionata la ricerca negli archivi francesi e belgi di documenti utili all'aggiornamento della Gallia christiana, pubblicati anche nei cinque volumi del Thesaurus novus anecdotorum (Parigi, 1717).
I due studiosi pubblicarono anche i documenti rinvenuti nei loro viaggi nei Paesi Bassi e in Germania nei nove volumi della Veterum scriptorum et monumentorum ecclesiasticorum et dogmaticorum amplissima collectio (Parigi, 1724-1733).
Infine, i sei volumi degli Annales Ordinis S. Benedicti vennero curati dal solo Martène e pubblicati a Parigi nel 1739.

## Opere

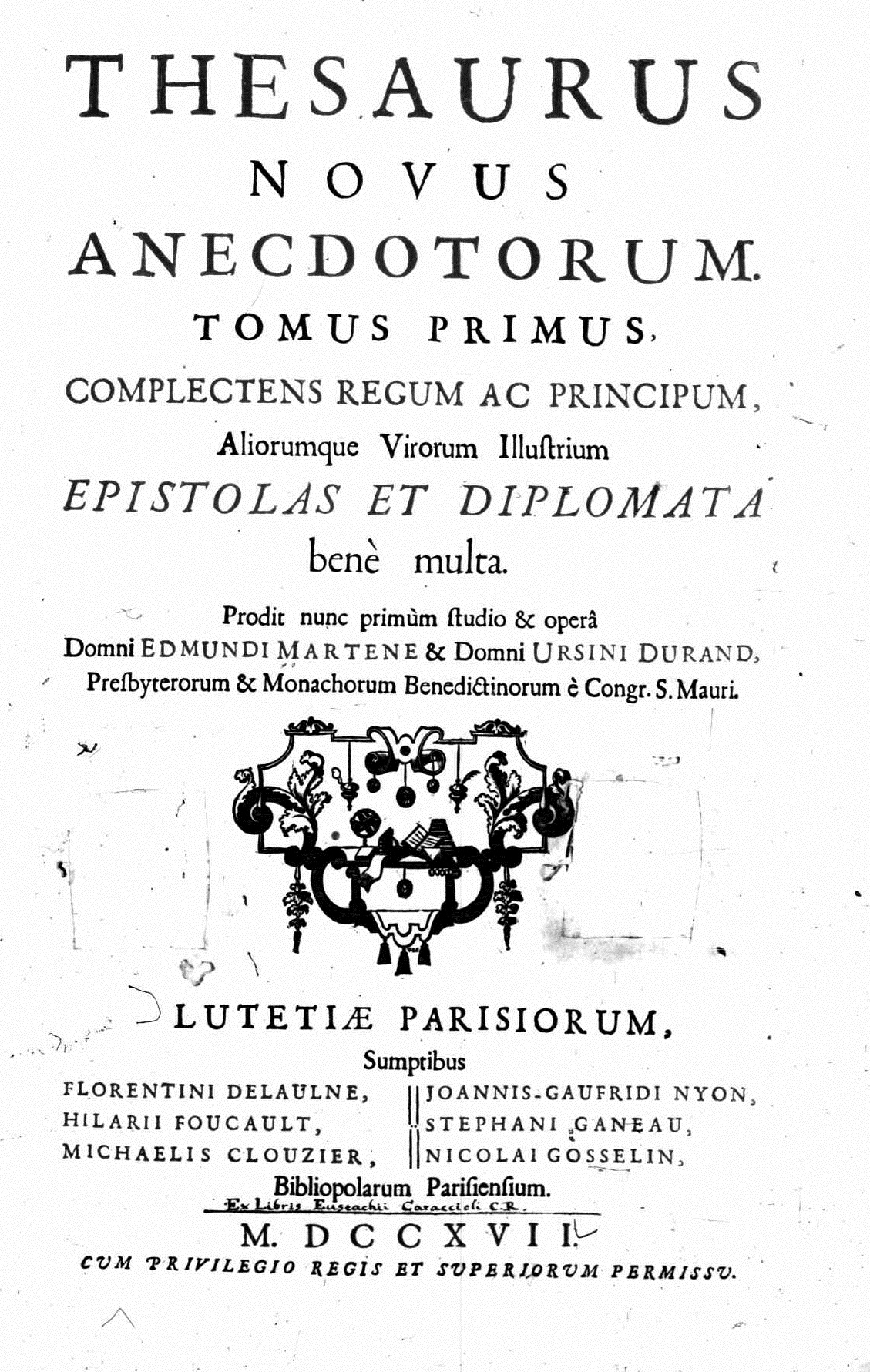
Thesaurus novus anecdotorum, 1717

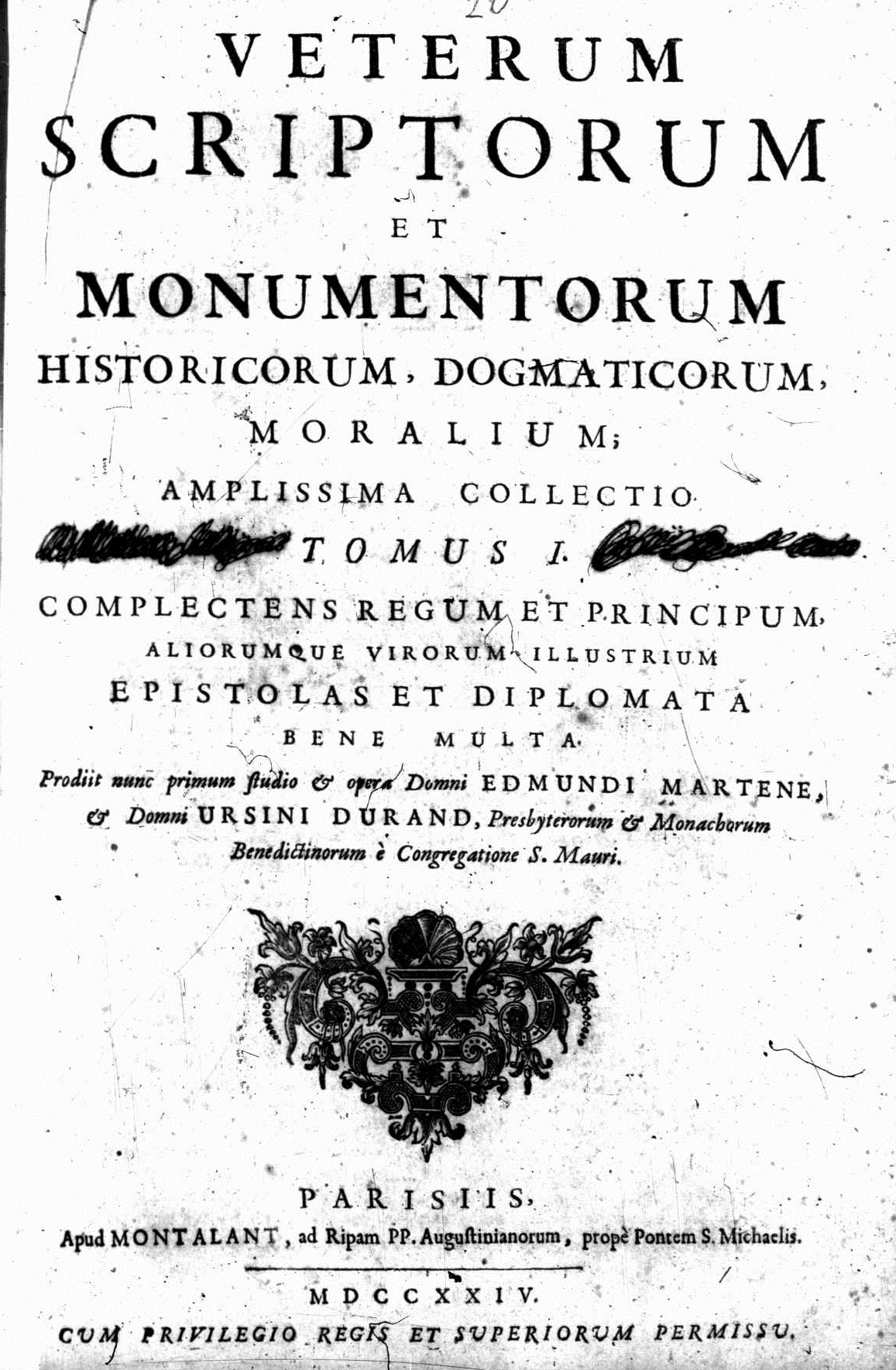
Veterum scriptorum et monumentorum historicorum, dogmaticorum, moralium amplissima collectio, 1724

- Commentarius in regulam S. P. Benedicti litteralis, moralis, historicus ex variis antiquorum scriptorum commentationibus, actis sanctorum, monasticis ritibus aliisque monumentis cum editis tum manuscriptis concinnatus, 1690.
- De antiquis monachorum ritibus libri V collecti ex variis ordinariis, consuetudinariis ritualibusque manuscriptis, Lione, 1690 (sulla storia della liturgia).
- De antiquis ecclesiæ ritibus libri IV, Rouen, 1700-1702.
- Tractatus de antiqua ecclesiæ disciplina in divinis officiis celebrandis, Lione, 1706.
- Thesaurus novus anecdotorum, V volumi, Parigi, 1717 (con Ursin Durand).
  - (LA) Thesaurus novus anecdotorum, vol. 2, Paris, Florentin Delaulne, 1717.
  - (LA) Thesaurus novus anecdotorum, vol. 4, Paris, Florentin Delaulne, 1717.
  - (LA) Thesaurus novus anecdotorum, vol. 5, Paris, Florentin Delaulne, 1717.
- De antiquis ecclesiæ ritibus editio secunda, IV voll., Anversa, 1736-1738 - Venezia, 1763-1764; 1783 - Bassano, 1788.
- Veterum scriptorum et monumentorum moralium, historicorum, dogmaticorum ad res ecclesiasticas monasticas et politicas illustrandas collectio, Rouen, 1700 (con Ursin Durand). Continuazione dello Spicilegium di Luc d'Achery. 
  - (LA) Veterum scriptorum et monumentorum historicorum, dogmaticorum, moralium amplissima collectio, vol. 1, Paris, François Montalant, 1724.
  - (LA) Veterum scriptorum et monumentorum historicorum, dogmaticorum, moralium amplissima collectio, vol. 2, Paris, François Montalant, 1724.
  - (LA) Veterum scriptorum et monumentorum historicorum, dogmaticorum, moralium amplissima collectio, vol. 3, Paris, François Montalant, 1724.
  - (LA) Veterum scriptorum et monumentorum historicorum, dogmaticorum, moralium amplissima collectio, vol. 6, Paris, François Montalant, 1729.
  - (LA) Veterum scriptorum et monumentorum historicorum, dogmaticorum, moralium amplissima collectio, vol. 7, Paris, François Montalant, 1733.
  - (LA) Veterum scriptorum et monumentorum historicorum, dogmaticorum, moralium amplissima collectio, vol. 8, Paris, François Montalant, 1733.
- La vie du vénérable Claude Martin, religieux bénédictin, Tours, 1697 e Rouen, 1698.
- Imperialis Stabulensis monasterii jura propugnata adversus iniquas disceptationes, Colonia, 1730.
- Histoire de l'abbaye de Marmoutier, editi nel 1874-1875 da Chevalier come i voll. XXIV e XXV delle Mémoires de la Société archéologique de Touraine.
- Annales Ordinis S. Benedicti, Parigi, 1739.